# Bárbara Lennie
Bárbara Lennie Holguín (Madrid, 20 aprile 1984) è un'attrice spagnola.

## Biografia
Ha vinto il Premio Goya per la migliore attrice protagonista nell'ambito dei Premi Goya 2015.

## Filmografia parziale

### Cinema
- Más pena que Gloria, regia di Víctor García León (2001)
- Obaba, regia di Montxo Armendáriz (2005)
- La bicicleta, regia di Sigfrid Monleón (2006)
- Mujeres en el parque, regia di Felipe Vega (2006)
- Todos los días son tuyos, regia di Jose Luis Gutierrez (2007)
- Le 13 rose (Las 13 rosas), regia di Emilio Martínez Lázaro (2007)
- Los condenados, regia di Isaki Lacuesta (2009)
- Todas las canciones hablan de mí, regia di Jonás Trueba (2010)
- La pelle che abito (La piel que habito), regia di Pedro Almodóvar (2011)
- Dictado, regia di Antonio Chavarrías (2012)
- Miel de naranjas, regia di Imanol Uribe (2012)
- Stella cadente, regia di Luis Miñarro (2014)
- El Niño, regia di Daniel Monzón (2014)
- Magical Girl, regia di Carlos Vermut (2014)
- Murieron por encima de sus posibilidades, regia di Isaki Lacuesta (2014)
- El apóstata, regia di Federico Veiroj (2015)
- María (y los demás), regia di Nely Reguera (2016)
- Contrattempo, regia di Oriol Paulo (2016)
- Una especie de familia, regia di Diego Lerman (2017)
- Oro - La città perduta (Oro), regia di Agustín Díaz Yanes (2017)
- Eterna domenica (La enfermedad del domingo), regia di Ramón Salazar (2018)
- Tutti lo sanno (Todos lo saben), regia di Asghar Farhadi (2018)
- Petra, regia di Jaime Rosales (2018)
- Il regno (El reino), regia di Rodrigo Sorogoyen (2018)
- El agua, regia di Elena López Riera (2022)
- Il supplente (El suplente), regia di Diego Lerman (2022)
- Quando Dio imparò a scrivere (Los renglones torcidos de Dios), regia di Oriol Paulo (2022)

### Televisione
- "Countdown" (ESP) (Cuenta atrás) – serie TV, 29 episodi (2007-2008)
- Amare per sempre – serie TV, 205 episodi (2009-2010)
- Isabel – serie TV, 12 episodi (2011-2013)
- El incidente – serie TV, 5 episodi (2017)
- Il caos dopo di te (El desorden que dejas) – serie TV, 8 episodi (2020)

## Doppiatrici italiane
- Eleonora De Angelis in  La pelle che abito, Tutti lo sanno
- Monica Vulcano in "Countdown" (ESP)
- Eleonora Reti in Isabel
- Beatrice Caggiula in Contrattempo
- Valentina Perrella in Oro - La città perduta
- Stefania De Peppe in Eterna Domenica
- Selvaggia Quattrini in Il regno
- Federica De Bortoli ne Il caos dopo di te
- Claudia Catani in Quando Dio imparò a scrivere